# Mikael Berglund (författare)
Mikael Berglund, född 1977 i Ammarnäs, är en svensk författare. 
Han har studerat film- och tv-produktion på konstskolan i Nykarleby och är utbildad socionom vid Umeå universitet.
 
Berglund belönades 2023 med De Nios Vinterpris och Sveriges Radios romanpris. 